# Džejla Glavović
Džejla Glavović đến từ Bosna và Hercegovina trở thành một nữ hoàng sắc đẹp quốc tế khi cô đăng quang ngôi vị Hoa hậu Trái Đất 2002 vào ngày 20 tháng 10 năm 2002. Đây là một cuộc thi sắc đẹp quốc tế tầm cỡ và uy tín được tổ chức thường niên nhằm quảng bá những nhận thức về bảo vệ môi trường. Džejla Glavović được cô Catharina Svensson đến từ Đan Mạch - Hoa hậu Trái Đất 2001 trao vương miện, quyền trượng và dải băng trong đêm chung kết được tổ chức tại Thành phố Quezon, Philippines. Ngoài ra, cô còn là chủ nhân của giải thưởng phụ Hoa hậu Tài năng (Best in Talent). Cô là người đẹp đầu tiên từ Bosna và Hercegovina chiến thắng một trong 4 cuộc thi sắc đẹp lớn nhất hành tinh gồm: Hoa hậu Hoàn vũ, Hoa hậu Thế giới, Hoa hậu Quốc tế và Hoa hậu Trái Đất.

Džejla cũng là Hoa hậu Trái Đất đầu tiên bị tước vương miện vào ngày 28 tháng 5 năm 2003,ngôi hoa hậu được trao lại cho Hoa hậu Không khí (Á hậu 1) của cuộc thi - cô Winfred Omwakwe, đại diện của Kenya. Trong cùng năm đó, Hoa hậu Hoàn vũ Oxana Fedorova cũng bị tước vương miện. Carousel Productions - đơn vị tổ chức cuộc thi giải thích việc không hoàn thành nghĩa vụ của một Đương kim Hoa hậu Trái Đất là nguyên nhân chính khiến Džejla bị truất ngôi.